# Бета Волопаса
Неккар, Бета Волопаса (лат. β Boötis), 42 Волопаса (лат. 42 Boötis), HD 133208 — двойная звезда в созвездии Волопаса на расстоянии приблизительно 205 световых лет (около 62,8 парсеков) от Солнца. Видимая звёздная величина звезды — +3,52m. Возраст звезды определён как около 300 млн лет.

## Характеристики
Первый компонент — жёлтый гигант спектрального класса G8IIIaFe-0,5, или G5. Масса — около 3,671 солнечных, радиус — около 18,635 солнечных, светимость — около 191,64 солнечных. Эффективная температура — около 4748 K.
Второй компонент — коричневый карлик. Масса — около 57,86 юпитерианских. Удалён на 2,307 а.е..

## Наименование
Традиционное имя звезды — Неккар — происходит от арабского названия созвездия и означает — Волопас. В средние века была распространена неправильная транслитерация с арабского بقّار baqqār «копатель» (подразумевалась традиционная профессия человека, работавшего с лопатой в винограднике), но в XIX веке Иделер показал, что это ошибка при транслитерации арабских букв б и н, отличающиеся только размещением точки, соглашаясь с Ибн Юнисом.
Несмотря на то, что звезда имеет обозначение бета Неккар, однако, занимает лишь шестое место по яркости в созвездии, имея видимую звёздная величину 3m,5 и должен был бы называться гаммой, дельтой, или даже эпсилон или этой. Вместо того, чтобы название соответствовало яркости, Байер, очевидно, начал обозначение с Арктура, а затем продолжил с северной части созвездия по направлению к югу.

## Физические характеристики
Неккар — гигант спектрального класса G с температурой поверхности 4950 K — немного холоднее, чем на Солнце.
На основании измерений параллакса, можно вычислить, что звезда находится на расстоянии примерно в 225 световых лет (69 парсек) от Земли. Также нужно учитывать, что яркость звезды уменьшается на 0,06m из-за поглощения света газом и пылью по пути к Земле.
Неккар обладает светимостью в 190 солнечной. Из светимости и температуры, можно вычислить, что звезда имеет, диаметр в 19 раз больше солнечного. Неккар является источником рентгеновского излучения, и активностью аналогичной той, которое наблюдается на Солнце, хотя вращается довольно медленно (один оборот занимает около 3/4 года). Измерено, что ось вращения звезды наклонена на 28°±6°, как это видится с Земли.

Положение β Волопаса на поисковой карте созвездия

Наблюдения Неккара рентгеновским спутником ROSAT в августе 1993 года, позволили обнаружить на звезде мощные 10-минутные рентгеновские вспышки, во много раз более сильные, чем типичная яркая солнечная вспышка (которая производит интенсивные пятна на поверхности Солнца), что указывает на разрыв петли магнитного поля. Напряжённость магнитного поля составила около 1,7⋅1032 Э. Это было первое наблюдение такой необычной активности у звезды этого типа. Эти вспышки могли бы быть объяснены присутствием компаньона карлика — звезды М-типа, ещё не обнаруженного. Звезда испытывает небольшие изменения яркости (0m,03) и относится к классу вспыхивающих звёзд.
Неккар также классифицируется как бариевая звезда, его спектр указывает на избыток бария и других элементов в атмосфере звезды. Такие звезды (например, Альфард), как правило, считается, загрязненными компаньонами, которые когда-то на стадии красного гиганта начали терять массу в ходе превращения в белого карлика. Тем не менее, пока нет никаких признаков того, что такой спутник существует. Светимость Неккара и его температура позволяет предложить, что его масса чуть более чем в 3 раза больше солнечной (Кёниг и соавт. (2006) определяют его массу в 3,4 массы Солнца, в то время как Тецлаф и соавт. (2011) дают максимальную оценку массы в 5,0±1,5 массы Солнца, а Такеда и соавторы определяют массу, как 3,24 солнечных масс.) и возраст, возможно, 350 миллионов лет.
Неккар находится на той стадии звёздной эволюции когда он почти готов стать гораздо больше и ярче — красным гигантом, так как его гелиевое ядро готовится запустить тройную гелиевую реакцию и начать производить углерод, а затем и кислород.